# Ogdens’ Nut Gone Flake
Ogdens’ Nut Gone Flake – album studyjny brytyjskiego zespołu Small Faces, wydany 24 maja 1968 roku przez Rise Records.

## Lista utworów
Źródło: norwegiancharts.com
| Nr  | Tytuł                        | Długość |
| --- | ---------------------------- | ------- |
| 1.  | „Ogden’s Nut Gone Flake”     | 2:29    |
| 2.  | „Afterglow of Your Love”     | 3:31    |
| 3.  | „Long Agos and Worlds Apart” | 2:34    |
| 4.  | „Rene”                       | 4:31    |
| 5.  | „Song of a Baker”            | 3:18    |
| 6.  | „Lazy Sunday”                | 3:06    |
| 7.  | „Happiness Stan”             | 2:36    |
| 8.  | „Rollin’ Over”               | 2:49    |
| 9.  | „The Hungry Intruder”        | 2:15    |
| 10. | „The Journey”                | 4:13    |
| 11. | „Mad John”                   | 2:46    |
| 12. | „Happy Days Toy Town”        | 4:19    |

## Produkcja i wydanie
Ogdens’ Nut Gone Flake był nagrywany w 1968 roku. Album został wydany 24 maja 1968 roku przez Immediate Records.

## Pozycje na listach
| Państwo           | Lista (1968, 2014) | Najwyższa pozycja |
| ----------------- | ------------------ | ----------------- |
| Wielka Brytania   | Albums Top 200     | 1                 |
| Niemcy            | Albums Top 100     | 6                 |
| Norwegia          | Top 20 Albums      | 13                |
| Francja           | Top 250 Albums     | 132               |
| Stany Zjednoczone | Billboard 200      | 159               |